# Боргезе, Франческо (1776—1839)
Франческо Боргезе, 7-й князь ди Сульмона (итал. Francesco Borghese, VII principe di Sulmona; 1776—1839) — итальянский военный и политический деятель, генерал-лейтенант (1830 год), участник революционных и наполеоновских войн. Младший брат князя Камилло Боргезе.

## Биография
Родился в семье князя Маркантонио IV Боргезе, 5-го князя ди Сульмона (итал. Marcantonio IV Borghese, V principe di Sulmona; 1730—1800) и его жены, княгини Анна Мария Сальвиати (итал. Anna Maria Salviati). Происходил из древнего итальянского аристократического рода. Его положение в качестве второго сына удостоило его почётного титула князя Альдобрандини (итал. principe Aldobrandini). Со своим старшим братом Камилло и отцом встал на сторону римских революционеров в поддержку Французской революции и принял участие в создании Римской республики. В 1798 году поступил на службу в Национальную гвардию под началом генерала Макдональда. В сентябре 1799 года с восстановлением папства он смог остаться в городе и даже получил от Пия VII титул полковника гражданской охраны, в отличие от своего старшего брата, который был сослан. Однако в Риме Боргезе подвергали серьёзной критике со стороны папских кругов, не в последнюю очередь потому, что он не отказался от своих республиканских взглядов и по этой причине решил в том же году воссоединиться со своим братом во Франции. Принимал участие в боевых действиях в Северной Италии, исполнял обязанности штабного офицера дивизии генерала Ватрена. 20 июня 1799 года был взят в плен русскими в сражении на реке Треббии.
25 июня 1808 года получил звание полковника, и стал во главе 4-го кирасирского полка. В Австрийской кампании 1809 года действовал в составе бригады Рено 3-й дивизии тяжёлой кавалерии. Отличился в сражении при Ваграме, где был ранен пулей в руку.
24 февраля 1810 года получил придворный титул Великого ловчего Империи. Обучал верховой езде Императрицу Марию-Луизу.
11 апреля 1809 года женился на Адель де Ларошфуко (фр. Adele de La Rochefoucauld; 1793—1877), дочери наполеоновского префекта Александра Франсуа де Ларошфуко из старинного аристократического рода, от которой имел пять детей.
2 января 1812 года произведён в бригадные генералы. После падения Наполеона, провёл два года во Флоренции у брата, однако затем возвратился во Францию. 2 сентября 1830 году произведён в генерал-лейтенанты и вышел в отставку.
Умер в Риме 29 мая 1839 года в возрасте 62 лет.

## Воинские звания
- Полковник (25 июня 1808 года);
- Бригадный генерал (2 января 1812 года);
- Генерал-лейтенант (2 сентября 1830 года).

## Награды
Высший сановник ордена Железной короны
 Большой Крест ордена Воссоединения (3 апреля 1813 года)
 Кавалер военного ордена Святого Людовика (24 октября 1814 года)